# In Rock We Trust
In Rock We Trust è il sesto album in studio dei Y&T, uscito nel 1984 per l'Etichetta discografica A&M Records.

## Tracce
1. Rock & Roll's Gonna Save the World (Meniketti, Alves, Kennemore, Haze, Leib) 4:40
2. Life, Life, Life (Meniketti, Alves, Kennemore, Haze, Leib) 4:38
3. Masters and Slaves (Meniketti, Alves, Kennemore, Haze, Leib) 4:01
4. I'll Keep on Believin' (Do You Know) (Meniketti, Alves, Kennemore, Haze, Leib, La Barge) 3:48
5. Break Out Tonight! (Meniketti, Alves, Kennemore, Haze, Leib) 4:22
6. Lipstick and Leather (Meniketti, Alves, Kennemore, Haze, Leib, La Barge) 3:26
7. Don't Stop Runnin' (Meniketti, Alves, Kennemore, Haze, Leib) 4:21
8. (Your Love Is) Drivin' Me Crazy (Meniketti, Alves, Kennemore, Haze, Leib) 4:55
9. She's a Liar (Meniketti, Alves, Kennemore, Haze, Leib) 3:35
10. This Time (Meniketti, Alves, Kennemore, Haze, Leib) 5:39

## Formazione
- Dave Meniketti - voce, chitarra
- Joey Alves - chitarra, cori
- Phil Kennemore - basso, cori
- Leonard Haze - batteria, cori